# Мартинюк Василь Дмитрович
Василь Дмитрович Мартинюк (нар. 8 січня 1959, село Коритня Монастирищенський район Черкаської області, УРСР) — український військовик, генерал-майор. Перший заступник Головного інспектора Міністерства оборони України.

## Життєпис
Народився 8 січня 1959 в селі Коритня Монастирищенського району Черкаської області.
Закінчив Київське Суворовське училище та Омське вище загально-військове училище.
Службу проходив на озері Хасан, Прикарпатському військовому окрузі, Західній групі військ в Німеччині. Потім закінчив військову академію ім. Фрунзе.
Після розвалу Радянського Союзу виявив бажання служити Україні, а саме в Національній гвардії.
Продовжував здобувати знання, навчався в Поліцейській академії (курс боротьби з міжнародним тероризмом), Міжнародному науково-дослідному та навчальному центрі з проблем  міжнародної та національної безпеки ім. Дж. Маршала.
26 березня 2009 року, перебуваючи на посаді начальника управління бойової та спеціальної підготовки Головного управління внутрішніх військ Міністерства внутрішніх справ України отримав звання генерал-майора.
До 2019 року перебував на посаді головного інспектора Сухопутних військ — заступника Головного інспектора Міністерства оборони України.
З 2019 року на посаді першого заступника Головного інспектора Міністерства оборони України.

## Нагороди
- Медаль «За військову службу Україні» (2007) — За вагомий особистий внесок у зміцнення законності та правопорядку, зразкове виконання військового і службового обов'язку у захисті конституційних прав і свобод громадян та з нагоди 15-ї річниці заснування внутрішніх військ МВС України[5].